# Aloïs Hunin
Pierre Paul Aloïs Hunin, né à Malines le 7 décembre 1808 et mort dans la même ville le 27 février 1855, est un peintre belge, connu pour ses scènes de genre.
Ses œuvres sont souvent comparées à celles de Jean-Baptiste Greuze, mais il renouvelle la peinture de genre en réalisant des compositions éloignées des sujets prosaïques. Initialement formé en Belgique, il séjourne durant plus de quatre ans à Paris, où il est l'élève de Jean-Auguste-Dominique Ingres et de Léon Cogniet. Il expose fréquemment aux salons triennaux belges, aux Pays-Bas, à Paris et en Allemagne. Ses envois lui valent plusieurs récompenses.

## Biographie

### Famille
Pierre Paul Aloïs Hunin, né à Malines dans la maison dite Suykerhuys, le 7 décembre 1808 est le fils du graveur Joseph Hunin (1770-1851) et de Marie Thérèse Moris (1770-1847), mariés à Malines le 22 avril 1805.
Aloïs Hunin épouse, à Malines, le 22 novembre 1841 Jeanne De Keyser (1816-1888), sœur du peintre Nicaise De Keyser. Le couple a plusieurs enfants, dont un fils : Raymond (1848-1906),.

### Formation
Issu d'un milieu familial propice aux arts, son père lui enseigne les principes artistiques avant qu'Aloïs s'inscrive dans l'atelier de Ferdinand de Braekeleer, puis à l'Académie royale des beaux-arts d'Anvers. À partir de 1832, il parfait sa formation durant plus de quatre ans à Paris, où il est l'élève de Jean-Auguste-Dominique Ingres et de Léon Cogniet.

### Carrière

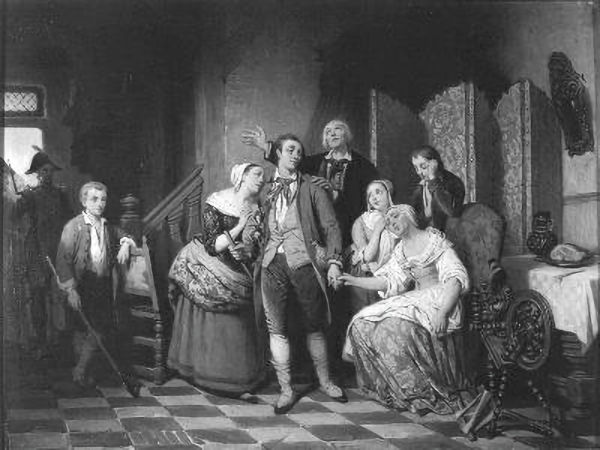
La Séparation (1835) au Musée d'Amsterdam.

Toujours en formation à Paris, Aloïs Hunin expose Jeune fille adressant ses vœux au ciel pour la guérison de sa mère au Salon d'Anvers de 1834. Deux ans plus tard, de retour en Belgique, il envoie Un jeune dessinateur au Salon de Bruxelles de 1836. La toile connaissant le succès est reproduite par la lithographie. Au Salon de Bruxelles de 1839, il obtient une médaille de vermeil pour La Bénédiction nuptiale et L'Instruction paternelle. En 1841, il envoie à l'exposition des maîtres vivants de La Haye Un guerrier blessé rapportant aux parents de son compagnon mort la croix d'honneur gagnée par celui-ci sur le champ de bataille et Le Retour du baptême, qui lui valent une médaille d'argent. Il expose ensuite régulièrement en Belgique et aux Pays-Bas, et au Salon de Paris de 1845, où La Lecture du testament lui vaut une médaille d'or et se fait connaître du public. À l'issue du Salon de Bruxelles de 1848, il est élevé au rang de chevalier de l'ordre de Léopold par le roi qui accroche lui-même la médaille sur sa poitrine.
Membre du conseil d'administration depuis le 1er octobre 1842, Aloïs Hunin est nommé professeur de l'Académie des beaux-arts de Malines le 30 novembre 1850. Il forme notamment le peintre Antonin Goeyers qui devient son ami.
Atteint depuis longtemps par une maladie rénale, Aloïs Hunin meurt, à l'âge de 46 ans, rue Lange Heergracht, no 491, dans sa demeure, le 27 février 1855. Ses funérailles ont lieu, le 3 mars, en présence des élèves de l'Académie, dont plusieurs portent le corps du défunt sur un brancard, à l'église Saint-Jean de Malines,.

## Œuvre

### Réception critique

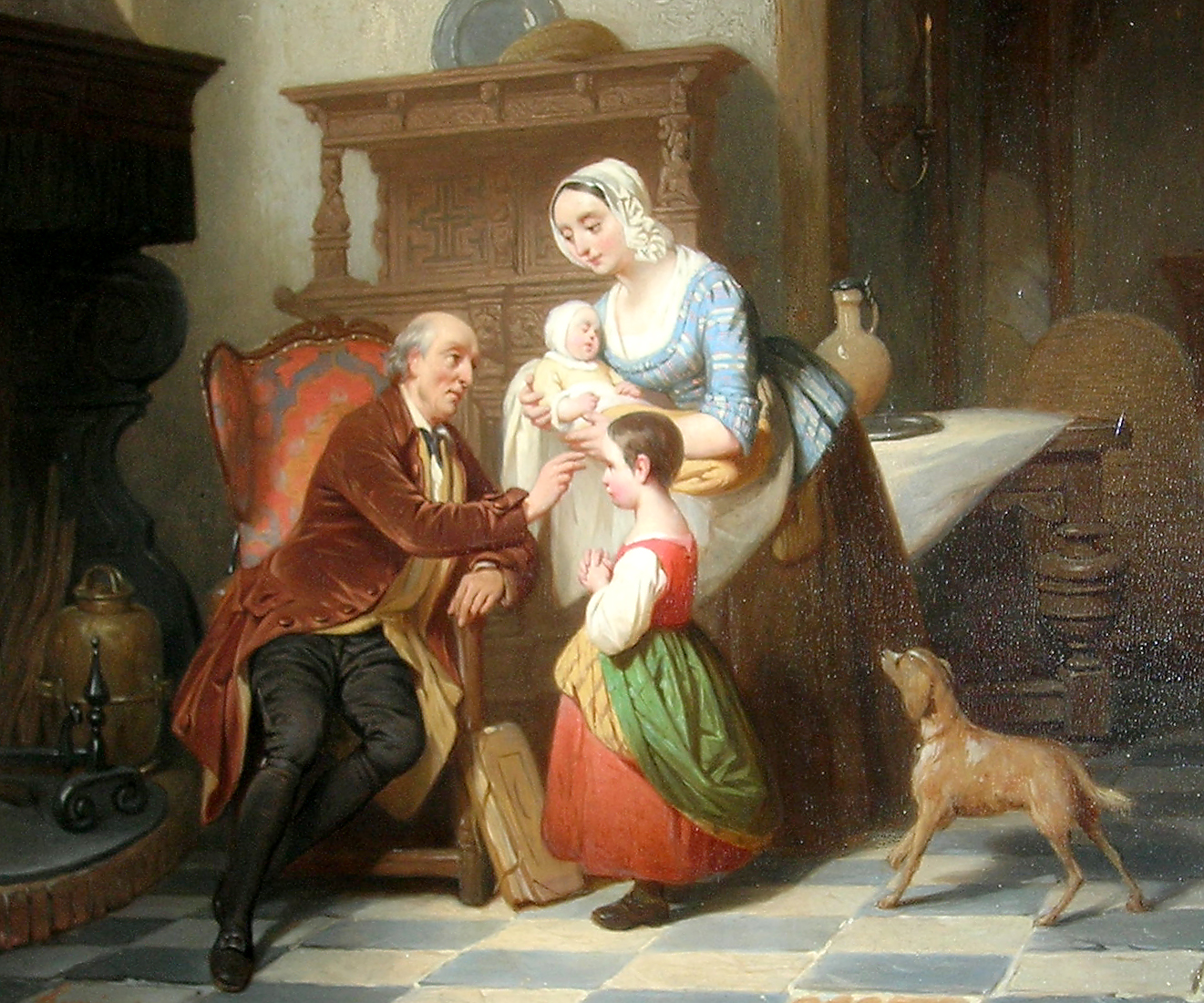
Bénédiction paternelle.

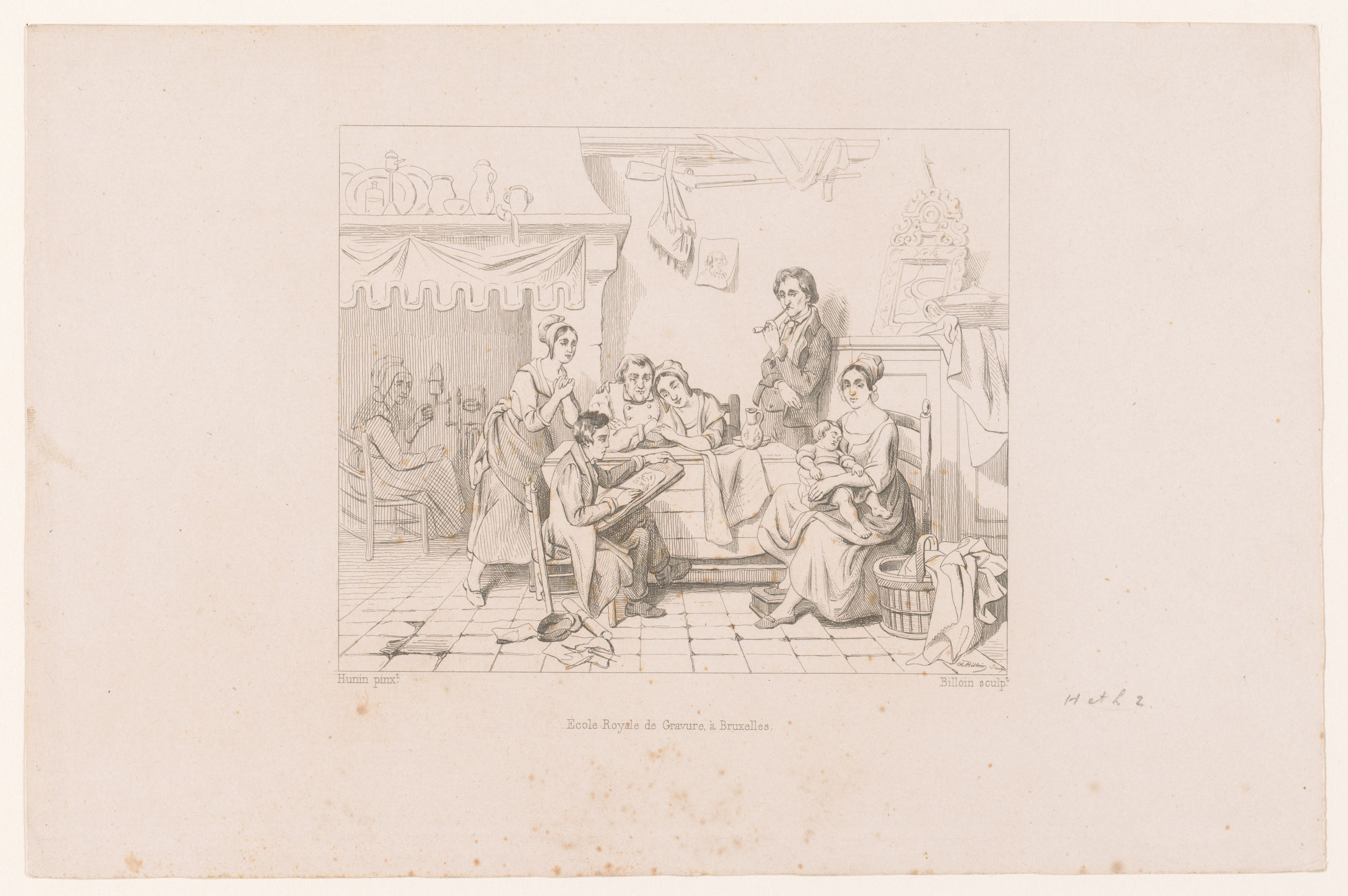
Un jeune dessinateur, gravure de Charles Billoin d'après le tableau d'Aloïs Hunin.

Selon le critique Pieter Génard, Aloïs Hunin est le peintre de la nature, il est parfois surnommé le Greuze du siècle. Sa composition est en général aisée et bien distribuée, son dessin correct et d'une grande finesse. Il excelle particulièrement dans le rendu des étoffes, comme la soie et le satin, achevant ses tableaux avec une grande minutie. Il a tenté de sortir la peinture de genre de l'ornière où la traînaient des artistes trop exclusivement attachés aux vérités prosaïques. Il ouvre une route nouvelle dans la peinture de genre historique et dans la peinture de genre en Belgique. Il a entrevu la possibilité de faire autre chose que des intérieurs de cuisine et des scènes de cabaret.
Lorsqu'il expose Un jeune dessinateur au Salon de Bruxelles de 1839, le critique de L'Indépendance belge juge favorablement l'œuvre comme une jolie composition représentant l'intérieur d'une maison de paysans : « Une jeune mère tenant son enfant sur les bras pose devant un artiste de quinze ans. Le père le regarde dessiner, les coudes sur la table, son autre fille, couchée sur ses épaules, contemple sa sœur et l'enfant en souriant. Cette composition est traitée avec une grande simplicité, toutes les figures sont calmes, ouvertes et heureuses. La couleur du peintre est en harmonie avec la nature de son talent, elle est délicatement pâle, mais sans excès. M. Hunin dessine avec beaucoup de caractère. Son pinceau est sage et châtié. toutes les parties de son tableau sont scrupuleusement dessinées. Le seul reproche que l'on pourrait adresser à cette composition, c'est que l'ensemble est un peu froid, mais ce défaut est racheté par l'harmonie et la délicatesse des détails ».
Au Salon de Bruxelles de 1854, le quotidien L'Indépendance belge estime que Le Retour de l'ouvrier prouve qu'Aloïs Hunin cherche à mettre une pensée dans ses tableaux. Toutefois, l'exécution de cette œuvre n'est pas au niveau de la pensée. Peintre soigneux, il met en tout une conscience infinie afin de donner à ses tableaux un aspect agréable. Son idéal est le « joli », mais au détriment de la vérité. Il poétise l'ouvrier au visage rose et aux mains blanches. Entre l'ouvrier de Gustave Courbet (Les Casseurs de pierres) et celui de Hunin, entre l'ignoble et l'efféminé, il y a l'ouvrier véritable dont le modèle ne manquera pas au peintre qui veut chercher et choisir.

### Expositions

#### Expositions belges
- Salon d'Anvers de 1834 : Jeune fille adressant ses vœux au ciel pour la guérison de sa mère[4].
- Salon de Bruxelles de 1836 : Un jeune dessinateur[5].
- Salon d'Anvers de 1837 : Une jeune fille s'amusant à tirer les cartes[15].
- Salon de Bruxelles de 1839 : La Bénédiction nuptiale et L'Instruction paternelle, médaille de vermeil[6].
- Salon d'Anvers de 1840 : Les Angoisses maternelles[16].
- Salon de Bruxelles de 1842 : Les Derniers conseils d'un père (médaille d'or)[17].
- Salon d'Anvers de 1843 : Le Départ du conscrit[18].
- Salon de Bruxelles de 1845 : La Lecture d'un testament et La Leçon[19].
- Salon de Bruxelles de 1848 : Bienfaisance de Marie-Thérèse et Une distribution d'aumônes[20].
- Salon de Bruxelles de 1851 : Le Tirage de la circonscription[21].
- Salon d'Anvers de 1852 : Le Mont de piété et Le Songe d'une nuit d'été, étude[22].
- Salon de Bruxelles de 1854 : Le Retour de l'ouvrier et L'Orage[23].

#### Expositions aux Pays-Bas
- Exposition des maîtres vivants de 1841, La Haye : Un guerrier blessé rapportant aux parents de son compagnon mort la croix d'honneur gagnée par celui-ci sur le champ de bataille (médaille d'argent) et Le Retour du baptême[24].
- Exposition des maîtres vivants de 1842, Utrecht[25].
- Exposition des maîtres vivants de 1843, La Haye : Parents tristes auprès du lit de leur enfant malade[26].
- Exposition des maîtres vivants de 1844, Amsterdam : La Leçon[27].
- Exposition des maîtres vivants de 1849, La Haye : La Distribution de pain et d'aumônes et La Déclaration d'amour[28].
- Exposition des maîtres vivants de 1851, La Haye : La Lecture[29].
- Exposition des maîtres vivants de 1852, Amsterdam : Deux amies[30].

#### Expositions en France
- Salon de Paris de 1836 : Le Jeune dessinateur[31].
- Salon de Paris de 1843 : Les Derniers conseils d'un père (médaille d'or)[32].
- Salon de Paris de 1845 : La Lecture d'un testament, médaille d'or[33].
- Salon de Paris de 1847 : Trait de bienfaisance de l’impératrice Marie-Thérèse[34].

#### Exposition en Allemagne
- Salon des beaux-arts de Cologne de 1842 : Le Retour du baptême[35].

### Collections muséales
- Musées royaux des Beaux-Arts de Belgique (Bruxelles) : Une distribution d'aumônes (1848), huile sur toile, inventaire no 1389, format 138,5 × 205 cm, acquis de la veuve de l'artiste en 1858[36].
- Rijksmuseum Amsterdam : deux autoportraits de l'artiste[37].

## Honneur
- Chevalier de l'ordre de Léopold (24 septembre 1848)[8].